# Breviario romano

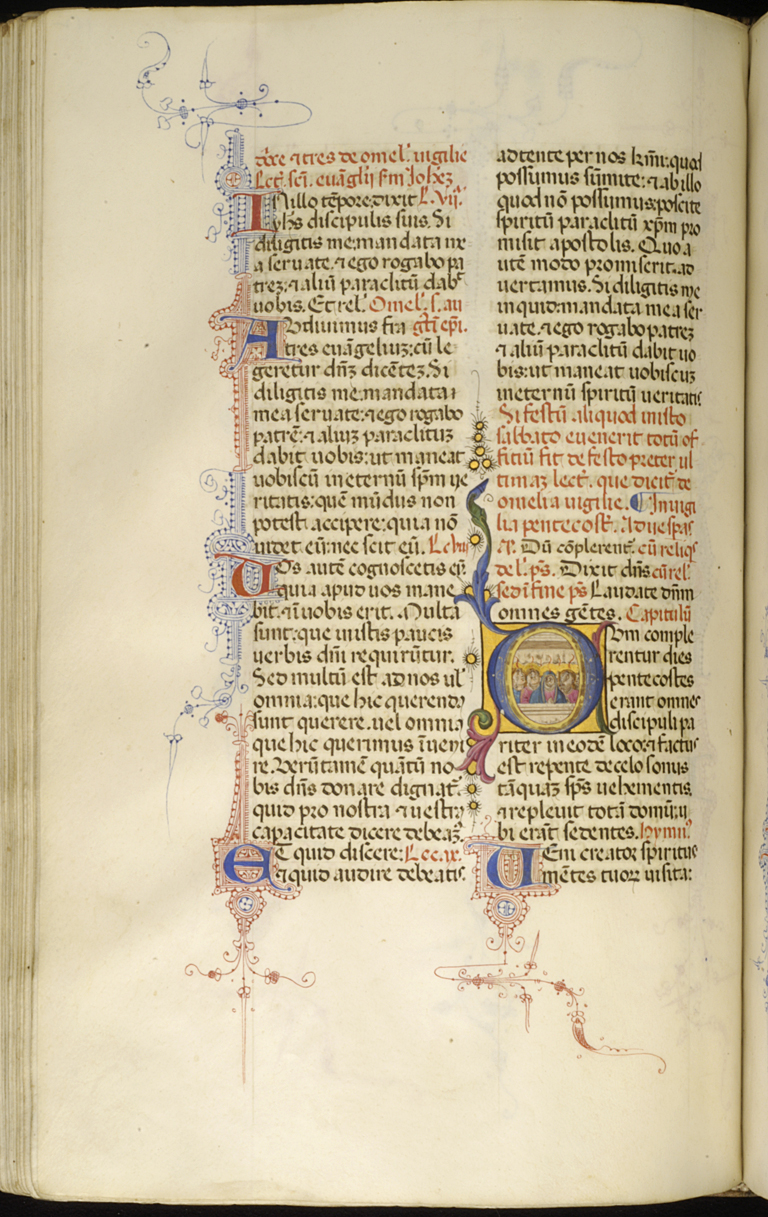
Breviario, tinta, pintura y oro sobre pergamino; tercer cuarto del siglo XV (Museo de Arte Walters).

El Breviario Romano (latín : Breviarium Romanum) es un breviario del Rito Romano en la Iglesia Católica. Un libro litúrgico, contiene oraciones públicas o canónicas, himnos, salmos, lecturas y anotaciones para uso diario, especialmente por obispos, sacerdotes y diáconos en el Oficio Divino (es decir, en las horas canónicas, la oración diaria de los cristianos).
El volumen que contiene las horas diarias de oración católica se publicó como Breviarium Romanum (Breviario Romano) desde su editio princeps en 1568 bajo el Papa Pío V hasta las reformas de Pablo VI (1974), cuando fue suplantado en gran medida por la Liturgia de las Horas.
En el curso de la Contrarreforma Católica, el Papa Pío V (r. 1566-1572) impuso el uso del Breviario Romano, basado principalmente en el Breviarium secundum usum Romanae Curiae, en la Iglesia Latina de la Iglesia Católica. Las excepciones son los benedictinos y los dominicos, que tienen sus propios breviarios, y dos breviarios de uso local supervivientes:
- el Breviario Mozárabe, una vez en uso en toda España, pero ahora confinado a una sola fundación en Toledo; es notable por el número y la extensión de sus himnos, y por el hecho de que la mayoría de sus colectas están dirigidas a Dios Hijo;[1]
- el Breviario Ambrosiano, hoy confinado en Milán, donde debe su conservación al apego del clero y del pueblo a sus usos tradicionales, que derivan de san Ambrosio.[1]